# Just Friends (Bill Perkins Art Pepper Richie Kamuca)
| Recensione | Giudizio |
| ---------- | -------- |
| AllMusic   | [ 2 ]    |

Just Friends è un album discografico a nome Bill Perkins Art Pepper Richie Kamuca, pubblicato dalla casa discografica Pacific Jazz Records nel luglio del 1957.

## Tracce

### LP
Lato A
1. Just Friends (Arrangiamento di Bill Perkins) – 5:08 (John Klenner, Samuel Lewis) – Registrato il 29 ottobre 1956 a Los Angeles
2. A Foggy Day (Arrangiamento di Bill Perkins) – 3:52 (Ira Gershwin, George Gershwin) – Registrato l'11 dicembre 1956 al Radio Annex di Los Angeles
3. All of Me (Arrangiamento di Bill Perkins) – 4:31 (Seymour Simons, Gerald Marks) – Registrato il 29 ottobre 1956 a Los Angeles
4. Diane-A-Flow (Arrangiamento di Art Pepper) – 4:02 (Art Pepper) – Registrato l'11 dicembre 1956 al Radio Annex di Los Angeles
5. Limehouse Blues (Arrangiamento di Bill Perkins) – 3:20 (Douglas Furber, Philip Braham) – Registrato il 29 ottobre 1956 a Los Angeles

Lato B
1. What Is This Thing Called Love (Arrangiamento di Art Pepper) – 5:27 (Cole Porter) – Registrato l'11 dicembre 1956 al Radio Annex di Los Angeles
2. Solid De Sylva (Arrangiamento di Bill Perkins) – 4:36 (Bill Perkins) – Registrato il 29 ottobre 1956 a Los Angeles
3. Sweet and Lovely (Arrangiamento di Bill Perkins) – 5:08 (Gus Arnheim, Charles Daniels, Harry Tobias) – Registrato il 29 ottobre 1956 a Los Angeles
4. Zenobia (Arrangiamento di Art Pepper) – 5:15 (Art Pepper) – Registrato l'11 dicembre 1956 al Radio Annex di Los Angeles

## Musicisti
Just Friends / All of Me / Limehouse Blues / Solid De Sylva / Sweet and Lovely
- Richie Kamuca - sassofono tenore
- Bill Perkins - sassofono tenore, clarinetto basso, flauto
- Hampton Hawes - piano
- Red Mitchell - contrabbasso
- Mel Lewis - batteria[4]

A Foggy Day / Diane-A-Flow / What Is This Thing Called Love / Zenobia
- Art Pepper - sassofono alto
- Bill Perkins - sassofono tenore
- Jimmy Rowles - piano
- Ben Tucker - contrabbasso
- Mel Lewis - batteria[5]

Note aggiuntive
- Woody Woodward e Richard Bock - produttori
- Ray Avery - foto copertina album originale
- John Tynan (Down Beat Magazine) - note retrocopertina album originale[3]